# Onciale 0156
- Papyrus
- Onciale
- Minuscules
- Lectionnaire

L'Onciale 0156 ou Codex 0156 (Gregory-Aland), est un manuscrit du Nouveau Testament écrit sur parchemin en écriture grecque onciale.

## Description
Le codex se compose d'un folio écrit en deux colonnes, de 21 lignes chacune. Les dimensions du manuscrit sont 12 x 8 cm. Les experts datent ce document du VIIIe siècle,. 
Le manuscrit contient le texte incomplet de la deuxième épître de Pierre (3,2-10). 
Le texte représenté est de type alexandrin. Kurt Aland le classe en Catégorie II.
Lieu de conservation
Il est conservé à la Qubbat al-Khazna à Damas, en Syrie, la place actuelle du logement étant inconnue.